# Також люди
«Також люди» (рос. «Тоже люди») — російський радянський короткометражний фільм кінорежисера Георгія Данелії. Створений за мотивами уривка з відомого твору Льва Толстого «Війна і мир».

## Сюжет
Про трьох солдатів наполеонівської армії, які відбилися від своєї частини.

## Актори
- Всеволод Санаєв — солдат похилого віку
- Євген Кудряшов
- Лев Дуров — Залетаєв
- Манос Захаріас
- Володимир Ферапонтов